# Frieth
Frieth – wieś w Anglii, w hrabstwie Buckinghamshire. Leży 24,1 km od miasta Aylesbury, 45 km od miasta Buckingham i 54,3 km od Londynu. W 2015 miejscowość liczyła 547 mieszkańców.